# Площа розвідувальна
Площа розвідувальна (рос. площадь разведочная, англ. exploration area, нім. Erkundungsfläche f) — територія, де виконується розвідка родовищ корисних копалин. Розвідувальні роботи можуть також проводитися на території родовища або ряду родовищ рудного поля.